# 信息化
信息化（英語：Informatization）通常指现代信息技术应用，特别是促成应用对象或领域（比如企业或社会）发生转变的过程。例如，“企业信息化”不仅指在企业中应用信息技术，更重要的是深入应用信息技术所促成或能够达成的业务模式、组织架构乃至经营战略转变。“信息化”用作形容词时，常指对象或领域因信息技术的深入应用所达成的新形态或状态。例如，“信息化社会”指信息技术应用到一定程度后达成的社会形态，它包含许多只有在充分应用现代信息技术才能达成的新特征。

## 基本含义与用法
在中国大陆对“信息化”概念较为正式的界定，可参考中共中央办公厅、国务院办公厅印发的《2006-2020年国家信息化发展战略》，其叙述如下（2006）：
|  | 信息化是充分利用信息技术，开发利用信息资源，促进信息交流和知识共享，提高经济增长质量，推动经济社会发展转型的历史进程。 |

作为对发展状况的一种描述，信息化是指一个地理区域、经济体或社会不断发展为以信息为基础（或者说，基于信息）的程度，也就是说在其信息劳动力规模方面的提升程度。使用该术语的灵感来自于Marc Porat对于人类文明时代类别的划分：农业时代、工业时代（工業革命）以及信息时代（1978）。信息化相对于信息时代，也就相当于工业化相对于工业时代。对于时代类别的划分，、Alexandra Flor曾经做出这样描述：
|  | 农业时代为我们的世界带来了农业化。工业时代的作用之一是引起了农业的工业化。信息时代则是导致了农业的信息化（Flor, 1993）。 |

这条术语大多用在有关国家发展的上下文之中。Everett Rogers（2000）将信息化定义为：以新的通讯技术为手段，进一步推动一个国家的发展，使其逐渐变为信息社会的过程。不过，诸如Alexander Flor（1986）之类的一些观察家则曾经针对信息化对于传统社会的负面影响提出过警告。
最近，在信息化方面，技术决定论观点得到了突出强调。德州农工大学的Randy Kluver将信息化定义为：万维网及其他通讯技术等信息技术已经改变了经济关系和社会关系，以致最大程度地减少了文化和经济方面种种障碍的过程。目前，Kluver还将这一概念扩展到涵盖公民和文化领域。他认为，信息化是一个由此信息与通讯技术将会塑造文化和公民领域的过程。
G. Wang将她所谓“信息化”的同一现象（1994）描述为：一种变化的过程，且该过程具有如下两个特点：
- 对于信息化和信息技术加以运用，以致它们成为控制政治、经济、社会及文化方面发展的主导力量；
- 信息生产和传播在其速度、数量和普及程度方面史无前例的增长。

## 术语“信息化”的起源
“信息化”概念产生于日本（谢阳群，1996）。1963年，日本学者梅倬忠夫在《信息产业论》一书中描绘了“信息革命”和“信息化社会”的前景，预见到信息科学技术的发展和应用将会引起一场全面的社会变革，并将人类社会推入“信息化社会”。1967年，日本政府的一个科学、技术、经济研究小组在研究经济发展问题时，依照“工业化”概念，正式提出了“信息化”概念，并从经济学角度下了一个定义：
|  | 信息化是向信息产业高度发达且在产业结构中占优势地位的社会——信息社会前进的动态过程，它反映了由可触摸的物质产品起主导作用向难以捉摸的信息产品起主导作用的根本性转变 |

Simon Nora和Alain Minc在他们发表的报告之中创造了术语（原义为：计算机化协会：给法国总统的报告）。1980年，这份报告被译成了英文，即《The Computerization of Society: A report to the President of France》（SAOUG）。然而，Minc在其1987年发表的一篇文章之中则倾向于采用，而不是（计算机化）。
在上述1978年那份报告发表之后，法语、德语和英语的主题文献之中就采纳了这一概念，并且将其拓宽到包括更多的方面，而不仅仅是计算机和远程通信（SAOUG）。
在中国大陆，信息化一词的广泛使用是在实行改革开放、确立现代化目标这一大背景上发生的。关于信息化的表述，在中国学术界和政府内部作过较长时间的研讨。比如，有的认为，信息化就是计算机、通信和网络技术的现代化；有的认为，信息化就是从物质生产占主导地位的社会向信息产业占主导地位社会转变的发展过程；有的认为，信息化就是从工业社会向信息社会演进的过程，如此等等。1997年召开的首届全国信息化工作会议，将信息化和国家信息化定义为：
|  | 信息化是指培育、发展以智能化工具为代表的新的生产力并使之造福于社会的历史过程。国家信息化就是在国家统一规划和组织下，在农业、工业、科学技术、国防及社会生活各个方面应用现代信息技术，深入开发广泛利用信息资源，加速实现国家现代化进程。 |

会议还并进一步指明，实现信息化就要构筑和完善由6个要素构成的国家信息化体系。这6个要素是：开发利用信息资源，建设国家信息网络，推进信息技术应用，发展信息技术和产业，培育信息化人才，制定和完善信息化政策。
前面引述的2006，是较新的表述。相比可以看到，新的叙述更明确地强调了“充分”应用信息技术所造成的“转型”，而不是简单泛指引进、应用过程或笼统的“现代化”。

## 信息化的社会影响
信息化在社会方面具有许多深远的影响。Kim（2004）发现，此类影响包括现代生活之经济、政治及其他多个方面的消长浮动。例如，在经济领域，人们将信息视为发展的焦点资源，从而取代了工业时代劳动力和资本的中心地位。在政治领域，民主参与的机会增多，且資訊及通訊科技（information and communication technology）的问世使得人们更便于获得有关各种社会和政治问题的信息。

## 信息化在经济制度之中的作用
当时，工业化推动了农业时代的经济制度向着现代化经济的转变，而信息化则将工业时代的经济引向了一种富信息经济。在农业时代和工业时代，经济学指的是稀缺资源的优化，而信息时代则关心的是丰富资源的最大化。Alexander Flor（2008）曾经写道，信息化为我们带来的是基于信息的经济和社会；其中，信息自然而然地变为一种优势商品或资源。知识的积累和有效使用在经济的发展当中已经发挥了关键作用（Linden 2004）。

## 全球化与信息化
多年以来，全球化与信息化已经“重新定义了工业、政治、文化，甚至或许还有社会秩序的基本规则”（Friedman 1999）。尽管二者阐释的是不同的现象，但它们在其社会、政治、经济及文化方面的功能之间却存在着显著的重叠。“尽管全球化最终指的是经济制度的整合，但这种整合在相当大程度上却是借助于技术渠道而实现的。尽管国际贸易并不是一种新的现象，但通讯技术的出现却已经加大了贸易的步伐和范围”（Kluver）。
1. 全球化与信息化将对社会的文化和社会结果产生巨大的影响。
2. “全球化与信息化有可能会削弱国家制度作为政治制度的概念”（Poster 1999）。Friedman（1999）认为，随着国家地位重要性的下降，跨国公司、非政府组织以及George Soros之类的“超强个人”获得了影响力和重要地位。随着这些非政治组织和机构重要性的提高，不可避免地就为政治、经济以及文化过程带来了种种挑战。
3. 另一方面，全球化与信息化使信息得以有效流动。因而，个人和社会由此将获得巨大的权力，从而能够走上政治、经济和文化资源的国际舞台。
4. “目前，有关生活方式、宗教信仰以及文化问题的信息与日激增。远程通讯和计算机网络也为史无前例的全球行动主义大开绿灯。这种信息方面的民主化会提高国际和谐的潜力，尽管这种民主化决不会对此作出任何保证”（Kluver）。
5. 这两种孪生力量对“数百年的传统、地方自治以及文化完整性”产生着巨大的影响。
6. 最后一点就是，全球化与信息化力量最具毁灭性的影响就是，它们会在这种新的全球经济秩序与地方的，甚至是部落的利益之间产生某种隐匿的冲突。

## 信息化程度的衡量
2004年，Kim（2004）提出了用来衡量一个国家信息化程度的一种综合指标。该指标由下列外来变量组成：教育、研究与开发支出、农业部门以及知识财富。同时，Kim还将民主程度的提高作为社会信息化的一种证据。恐怕该指标考虑到了信息化的三种概念化途径，即经济、技术和股份。三者分别可以采用经济数据（如GDP）、ICT数据（如单位人口的计算机数量）以及信息量（如科技期刊发行数量）来加以衡量。
这样一种综合指标类似于世界银行的知识评估方法学（Knowledge Assessment Methodology）变量（2008）。世界银行的这些变量可划分为：经济的总体表现、经济激励机制和体制机制、创新体系、教育和人力资源以及信息与通信技术。

## 信息化方面的国家法律法规
在美国，各州目前都已经认识到信息化对于国家的发展具有重要意义。其中，有些州还制定了与实施或管理信息化活动有关的法律法规。
在俄罗斯，国家杜马于1995年1月25日颁布了《Federal Law on Information, Informatization, and the Protection of Information》（信息、信息化及信息保护法）。这部法律是由总统叶利钦于1995年2月20日签署生效的。
阿塞拜疆于1998年也颁布了《Law on Information, Informatization and Protection of Information》（信息、信息化及信息保护法）。